# Hubert Monloup
Hubert Monloup, né le 8 mai 1932 à Lyon et mort le 2 août 1999 à Paris, est un décorateur et scénographe français.

## Biographie
Il est le scénographe de nombreux films tels Le Bonheur d'Agnès Varda (1965), La Vieille Dame indigne de René Allio (1965), L'Alliance de Christian de Chalonge (1971), Le Jardin des supplices de Christian Gion (1976) ou La Naissance du jour de Jacques Demy (1980) et a aussi travaillé pour la télévision, l'opéra et le théâtre tel en 1986 La Maison du lac d'Ernest Thompson au Théâtre Montparnasse.
On lui doit aussi les décors de la tournée 1989 de Mylène Farmer.
Il meurt à Paris d'une rupture d'anévrisme, et est inhumé au cimetière du Montparnasse (division 4, caveau Villand-Galanis).